# Mistrzostwa Świata w Koszykówce Mężczyzn 2010/Grupa A

## Wyniki

### 1 kolejka
| 28 sierpnia 201016:30 | Australia                                       | 76:75(12:18, 20:21, 24:16, 20:20) | Jordania                              | Kadir Has Spor Salonu, Kayseri Sędzia: - Jose Anibal Carrion - Murat Biricik - Samir Abaakil |
| 28 sierpnia 201016:30 | Pkt:Marić 23 Zb:Andersen, Marić 9 As:Andersen 4 | 76:75(12:18, 20:21, 24:16, 20:20) | Pkt:Abbas 20 Zb:Abbas 10 As:Daghles 9 | Kadir Has Spor Salonu, Kayseri Sędzia: - Jose Anibal Carrion - Murat Biricik - Samir Abaakil |

| 28 sierpnia 201019:00 | Angola                                               | 44:94(9:25, 9:18, 14:34, 12:17) | Serbia                                   | Kadir Has Spor Salonu, Kayseri Sędzia: - Juan Arteaga - Longsheng Qiao - Marcos Fornies Benito |
| 28 sierpnia 201019:00 | Pkt:Cipriano 10 Zb:Ambrosio 7 As:pięciu zawodników 1 | 44:94(9:25, 9:18, 14:34, 12:17) | Pkt:Rašić 22 Zb:Kešelj 8 As:Veličković 7 | Kadir Has Spor Salonu, Kayseri Sędzia: - Juan Arteaga - Longsheng Qiao - Marcos Fornies Benito |

| 28 sierpnia 201021:30 | Niemcy                                | 74:78(18:23, 24:16, 12:26, 20:13) | Argentyna                                 | Kadir Has Spor Salonu, Kayseri Sędzia: - William Gene Kennedy - Eddie Viator - Olegs Latisevs |
| 28 sierpnia 201021:30 | Pkt:Greene 20 Zb:Jagla 10 As:Hamann 5 | 74:78(18:23, 24:16, 12:26, 20:13) | Pkt:Delfino 27 Zb:Delfino 8 As:Prigioni 5 | Kadir Has Spor Salonu, Kayseri Sędzia: - William Gene Kennedy - Eddie Viator - Olegs Latisevs |

### 2 kolejka
| 29 sierpnia 201016:30 | Jordania                               | 65:79(17:16, 18:13, 12:17, 18:33) | Angola                                                                        | Kadir Has Spor Salonu, Kayseri Sędzia: - William Gene Kennedy - Eddie Viator - Olegs Latisevs |
| 29 sierpnia 201016:30 | Pkt:Wright 18 Zb:Abbas 11 As:Daghles 5 | 65:79(17:16, 18:13, 12:17, 18:33) | Pkt:Lutonda 16 Zb:Almeida, Ambrosio, Gomes 6 As:Cipriano, Almeida, Ambrosio 6 | Kadir Has Spor Salonu, Kayseri Sędzia: - William Gene Kennedy - Eddie Viator - Olegs Latisevs |

| 29 sierpnia 201019:00 | Serbia                                       | 81:82 (pd.)(17:14, 18:23, 19:19, 15:13, dogr. 4:4, 8:9) | Niemcy                             | Kadir Has Spor Salonu, Kayseri Sędzia: - Jose Anibal Carrion - Marcos Fornies Benito - Samir Abaakil |
| 29 sierpnia 201019:00 | Pkt:Perović 20 Zb:Veličković 9 As:Marković 7 | 81:82 (pd.)(17:14, 18:23, 19:19, 15:13, dogr. 4:4, 8:9) | Pkt:Jagla 22 Zb:Jagla 9 As:Jagla 4 | Kadir Has Spor Salonu, Kayseri Sędzia: - Jose Anibal Carrion - Marcos Fornies Benito - Samir Abaakil |

| 29 sierpnia 201021:30 | Argentyna                              | 74:72(20:25, 13:14, 19:17, 22:16) | Australia                              | Kadir Has Spor Salonu, Kayseri Sędzia: - Juan Arteaga - Guerrino Cerebuch - Longsheng Qiao |
| 29 sierpnia 201021:30 | Pkt:Scola 31 Zb:Jasen 10 As:Prigioni 7 | 74:72(20:25, 13:14, 19:17, 22:16) | Pkt:Ingles 22 Zb:Nielsen 10 As:Mills 5 | Kadir Has Spor Salonu, Kayseri Sędzia: - Juan Arteaga - Guerrino Cerebuch - Longsheng Qiao |

### 3 kolejka
| 30 sierpnia 201016:30 | Jordania                               | 69:112(20:33, 17:24, 11:26, 21:29) | Serbia                                             | Kadir Has Spor Salonu, Kayseri Sędzia: - Guerrino Cerebuch - Eddie Viator - Longsheng Qiao |
| 30 sierpnia 201016:30 | Pkt:Daghles 19 Zb:Adais 7 As:Daghles 5 | 69:112(20:33, 17:24, 11:26, 21:29) | Pkt:Savanović, Kešelj 21 Zb:Savanović 7 As:Rašić 8 | Kadir Has Spor Salonu, Kayseri Sędzia: - Guerrino Cerebuch - Eddie Viator - Longsheng Qiao |

| 30 sierpnia 201019:00 | Australia                             | 78:43(17:7, 19:13, 24:11, 16:12) | Niemcy                                       | Kadir Has Spor Salonu, Kayseri Sędzia: - William Gene Kennedy - Juan Arteaga - Murat Biricik |
| 30 sierpnia 201019:00 | Pkt:Mills 16 Zb:Andersen 8 As:Mills 7 | 78:43(17:7, 19:13, 24:11, 16:12) | Pkt:Benzing 11 Zb:Pleiss 7 As:Schaffartzik 3 | Kadir Has Spor Salonu, Kayseri Sędzia: - William Gene Kennedy - Juan Arteaga - Murat Biricik |

| 30 sierpnia 201021:30 | Angola                             | 70:91(20:23, 12:22, 27:19, 11:27) | Argentyna                                   | Kadir Has Spor Salonu, Kayseri Sędzia: - Jose Anibal Carrion - Samir Abaakil - Marcos Fornies Benito |
| 30 sierpnia 201021:30 | Pkt:Gomes 16 Zb:Gomes 7 As:Gomes 5 | 70:91(20:23, 12:22, 27:19, 11:27) | Pkt:Scola 32 Zb:Scola 8 As:Delfino, Jasen 4 | Kadir Has Spor Salonu, Kayseri Sędzia: - Jose Anibal Carrion - Samir Abaakil - Marcos Fornies Benito |

### 4 kolejka
| 1 września 201016:30 | Serbia                                     | 94:79(16:12, 27:25, 26:24, 25:18) | Australia                              | Kadir Has Spor Salonu, Kayseri Sędzia: - Jose Anibal Carrion - William Gene Kennedy - Eddie Viator |
| 1 września 201016:30 | Pkt:Teodosić 19 Zb:Krstić 10 As:Teodosić 3 | 94:79(16:12, 27:25, 26:24, 25:18) | Pkt:Newley 13 Zb:Andersen 7 As:Mills 6 | Kadir Has Spor Salonu, Kayseri Sędzia: - Jose Anibal Carrion - William Gene Kennedy - Eddie Viator |

| 1 września 201019:00 | Niemcy                                     | 88:92 (pd.)(19:19, 16:21, 19:18, 24:20, dogr. 10:14) | Angola                                           | Kadir Has Spor Salonu, Kayseri Sędzia: - Guerrino Cerebuch - Juan Arteaga - Samir Abaakil |
| 1 września 201019:00 | Pkt:Jagla 23 Zb:Schaffartzik 7 As:Hamann 5 | 88:92 (pd.)(19:19, 16:21, 19:18, 24:20, dogr. 10:14) | Pkt:Cipriano 30 Zb:Gomes 14 As:Almeida, Morais 3 | Kadir Has Spor Salonu, Kayseri Sędzia: - Guerrino Cerebuch - Juan Arteaga - Samir Abaakil |

| 1 września 201021:30 | Argentyna                              | 88:79(35:19, 14:18, 12:18, 27:24) | Jordania                               | Kadir Has Spor Salonu, Kayseri Sędzia: - Murat Biricik - Marcos Fornies Benito - Olegs Latisevs |
| 1 września 201021:30 | Pkt:Scola 30 Zb:Scola 13 As:Prigioni 9 | 88:79(35:19, 14:18, 12:18, 27:24) | Pkt:Wright 22 Zb:Abbas 10 As:Daghles 4 | Kadir Has Spor Salonu, Kayseri Sędzia: - Murat Biricik - Marcos Fornies Benito - Olegs Latisevs |

### 5 kolejka
| 2 września 201016:30 | Angola                               | 55:76(18:15, 11:24, 9:21, 17:16) | Australia                              | Kadir Has Spor Salonu, Kayseri Sędzia: - Marcos Fornies Benito - Olegs Latisevs - Samir Abaakil |
| 2 września 201016:30 | Pkt:Lutonda 9 Zb:Gomes 5 As:Morais 3 | 55:76(18:15, 11:24, 9:21, 17:16) | Pkt:Mills 11 Zb:Nielsen 7 As:Nielsen 6 | Kadir Has Spor Salonu, Kayseri Sędzia: - Marcos Fornies Benito - Olegs Latisevs - Samir Abaakil |

| 2 września 201019:00 | Argentyna                                      | 82:84(22:20, 17:20, 15:18, 28:26) | Serbia                                     | Kadir Has Spor Salonu, Kayseri Sędzia: - William Gene Kennedy - Juan Arteaga - Murat Biricik |
| 2 września 201019:00 | Pkt:Scola 32 Zb:Delfino, Scola 7 As:Prigioni 9 | 82:84(22:20, 17:20, 15:18, 28:26) | Pkt:Savanović 19 Zb:Krstić 8 As:Teodosić 4 | Kadir Has Spor Salonu, Kayseri Sędzia: - William Gene Kennedy - Juan Arteaga - Murat Biricik |

| 2 września 201021:30 | Jordania                                        | 73:91(17:28, 16:12, 17:27, 23:24) | Niemcy                                    | Kadir Has Spor Salonu, Kayseri Sędzia: - Guerrino Cerebuch - Longsheng Qiao - Eddie Viator |
| 2 września 201021:30 | Pkt:Daghles 22 Zb:Al-Khas 9 As:Abbas, Daghles 6 | 73:91(17:28, 16:12, 17:27, 23:24) | Pkt:Pleiss 23 Zb:Ohlbrecht 10 As:Hamann 4 | Kadir Has Spor Salonu, Kayseri Sędzia: - Guerrino Cerebuch - Longsheng Qiao - Eddie Viator |